# Mount Bird (Mac-Robertson-Land)
Mount Bird ist ein 9,5 km langer, zwischen 2,5 und 4 km breiter sowie 1700 m hoher Berg mit zwei Gipfeln im ostantarktischen Mac-Robertson-Land. Er ragt in südsüdwest-nordnordöstlicher Ausrichtung 19 km südsüdwestlich des Mount Rubin im südlichen Teil der Prince Charles Mountains auf.
Luftaufnahmen vom Berg entstanden 1956 im Rahmen der Australian National Antarctic Research Expeditions. Das Antarctic Names Committee of Australia benannte ihn 1961 nach Ian George Bird (* 1938), Elektroingenieur auf der Mawson-Station im Jahr 1960.